# Czerewki (obwód grodzieński)
Czerewki (biał. Чараўкі, Czarauki; ros. Черевки, Czeriewki) – wieś na Białorusi, w obwodzie grodzieńskim, w rejonie lidzkim, w sielsowiecie Trzeciakowce.

## Historia
W dwudziestoleciu międzywojennym leżały w Polsce, w województwie nowogródzkim, w powiecie lidzkim, w gminie Dokudowo. W 1921 miejscowość liczyła 90 mieszkańców, zamieszkałych w 16 budynkach, w tym 75 Polaków i 15 Białorusinów. 48 mieszkańców było wyznania rzymskokatolickiego i 42 prawosławnego.
Po II wojnie światowej w granicach Związku Sowieckiego. Od 1991 w niepodległej Białorusi.